# Yōji Yamada
Yōji Yamada (山田 洋次 Yamada Yōji?,  Toyonaka, Osaka, 13 de septiembre de 1931) es un director de cine japonés autor de la serie de películas como "Tora-san: Es duro ser un hombre" y la denominada trilogía Samurai  (El ocaso del samurái, La hoja escondida y Amor y honor), basada en tres novelas de Shûei Fujisawa. Ha desarrollado la práctica totalidad de su carrera en el estudio japonés Shochiku.

## Biografía
Nació en Osaka, pero debido al trabajo de su padre como ingeniero para el ferrocarril del sur Manchuria, cuando tenía dos años se desplazó con su familia a Dalian, China. Después del final de la Segunda Guerra Mundial, regreso a Japón y posteriormente vivió en prefectura de Yamagata.
Después de obtener el grado de Universidad de Tokio en 1954,  entró en Shochiku y trabajó como guionista y ayudante de dirección con Yoshitaro Nomura.
Ha ganado multitud de premios durante su larga carrera y es muy respetado en Japón y por críticos de todo el mundo. Escribió su primer guion en 1958 y dirigió su primera película en 1961. Yamada ha realizado su último film en 2023.
Fue presidente del gremio de directores de Japón, y es actualmente un profesor invitado de Universidad de Ritsumeikan.

## Premios y distinciones
Óscar
| Año  | Categoría                                       | Película             | Resultado |
| ---- | ----------------------------------------------- | -------------------- | --------- |
| 2004 | Mejor película extranjera (de habla no inglesa) | El ocaso del samurái | Nominado  |